# دینتال
دینتال (به آلمانی: Dienethal) یک شهر در آلمان است که در Verbandsgemeinde Nassau واقع شده‌است. دینتال ۲۷۲ نفر جمعیت دارد.